# Glenn Corbett
Pour les articles homonymes, voir Corbett.
Glenn Corbett est un acteur américain né le 17 août 1933 à El Monte, Californie (États-Unis), mort le 16 janvier 1993 à San Antonio (Texas), d'un cancer du poumon.

## Filmographie
- 1959 : The Crimson Kimono : Detective Sergeant Charlie Bancroft
- 1960 : Contre-espionnage (Man on a String) : Frank Sanford
- 1960 : Commando de destruction (The Mountain Road) : Collins
- 1960 : Les Marines attaquent (en) (All the Young Men) : Pvt. Wade, Medic
- 1961 : Homicide (Homicidal) de William Castle : Karl Anderson
- 1962 : L'Attaque de San Cristobal (Pirates of Blood River) de John Gilling : Henry
- 1962 : It's a Man's World (série télévisée) : Wes Macauley
- 1963 : Route 66 (série télévisée) : Lincoln « Linc » Case
- 1965 : Les Prairies de l'honneur (Shenandoah) : Jacob Anderson
- 1965 : Le Virginien (série télévisée) : saison 4 épisode 5 (The Awaking) : Le pasteur Anderson
- 1966 : The Road West (série télévisée) : Chance Reynolds
- 1967 : Star Trek (série télévisée) : épisode Guerre, amour et compagnon : Zefram Cochrane
- 1969 : Guns in the Heather (en) : Tom
- 1969 : This Savage Land (TV) : Chance
- 1970 : Chisum : Pat Garrett
- 1971 : Big Jake : O'Brien, aka Breed (Fain gang member)
- 1973 : Un pigeon mort dans Beethovenstrasse (Tatort - Tote Taube in der Beethovenstraße) de Samuel Fuller (TV)
- 1973 : The Stranger (TV) : Neil Stryker
- 1973 : Egan (TV) : détective Burke
- 1974 : Ride in a Pink Car : Gid Barker
- 1974 : Les Rues de San Francisco (série télévisée) - Saison 2, épisode 20 (Inferno) : Paul Wallick
- 1975 : The Log of the Black Pearl (TV) : Michael Devlin
- 1976 : Nashville Girl (en) : Jeb
- 1976 : Law of the Land (TV) : Andy Hill
- 1976 : La Bataille de Midway (Midway) : Lt. Cmdr. John C. Waldron
- 1963 : The Doctors (en) (série télévisée) : Jason Aldrich (1976-1981)
- 1980 : Stunts Unlimited (TV) : Dirk Macauley
- 1973 : Les Feux de l'amour ("The Young and the Restless") (série télévisée) : James Lake (1983)
- 1993 : Shadow Force : Al Finch Sr.